# Фоміних Володимир Олександрович
Володимир Олександрович Фоміних ( 24 серпня 1914, Маріуполь - 11 травня 1993, Москва ) - організатор військового кораблебудування, інженер-віце-адмірал   .
Один із керівників та безпосередній учасник створення океанського ракетно-ядерного флоту Радянського Союзу. Очолював військове кораблебудування, приймав рішення з усіх важливих питань створення та будівництва флоту  .

## Біографія
Володимир Олександрович Фоміних народився 24 серпня 1914 року у місті Маріуполь (нині Донецька область ) у сім'ї робітника.
З 1930 року почав трудову діяльність рахівником колгоспу в Казахстані, потім був кочегаром буксира на Півночі, матросом лісовозу. Працював молодшим конструктором у суднобудівному конструкторському бюро ЦКЛ-32 .
В 1938 року закінчив кораблебудівний факультет Ленінградського кораблебудівного інституту  .

## Військова служба
У ВМФ із 1938 року. Закінчив на відзнаку Військово-морську академію ім. Ворошилова (1940)  .
- Помічник воєнпреду (липень 1940 - червень 1941).
- Військовий військовий прийом суднобудівного заводу № 199 КПА Управління кораблебудування ВМФ (червень 1941 - серпень 1942; листопад 1942 - липень 1944).
- У розпорядженні Військової ради Тихоокеанського Флоту (серпень 1942 - листопад 1942).
- Старший інженер-кораблебудівник (липень 1944 - вересень 1944).
- Старший інженер (вересень 1944 - квітень 1946).
- Начальник 1-го відділення 4-го відділу Управління кораблебудування ВМФ СРСР (квітень 1946 - червень 1947).
- Начальник 1-го організаційно-планового відділу Головного управління кораблебудування (ГУК) ВМФ СРСР (червень 1947 - квітень 1953).
- Заступник начальника Управління кораблебудування ВМФ СРСР (квітень 1953 – вересень 1958).
- Присвоєно військове звання « інженер-контр-адмірал » (лютий 1958).
- Заступник начальника (вересень 1958 – січень 1967).
- Начальник Головного управління кораблебудування ВМФ СРСР (січень 1967 - грудень 1975).
- Присвоєно військове звання " інженер-віце-адмірал ", введений до складу Військової Ради ВМФ (жовтень 1967).

Призначення Володимира Олександровича начальником Головного управління кораблебудування за часом збіглося з початком нового етапу радянського кораблебудування, який можна охарактеризувати як етап розгорнутого будівництва кораблів океанського флоту. Завдання, які належало вирішувати керівництву та спеціалістам ДУК ВМФ, визначалися черговим планом військового кораблебудування на 1969—1980 роки, затвердженим Урядом 1 вересня 1969 року..

Висококваліфікований інженер-кораблебудівник, великий організатор військового кораблебудування. З 1967 року успішно очолює одне з провідних центральних управлінь ВМФ — Головне управління кораблебудування. 1-го інституту ВМФ із забезпечення виконання планів військового кораблебудування.
— З атестації..
За дев'ять років, протягом яких адмірал Володимир Фоміних очолював ГУК ВМФ, на озброєння флоту було прийнято кораблі нового покоління, багато з яких за своїми тактико-технічними даними та бойовими можливостями не поступалися кораблям іноземних флотів. До них можна віднести ракетні підводні крейсера з балістичними ракетами нового комплексу (у тому числі унікальний важкий атомохід стратегічного призначення « Акула »), кораблі на підводних крилах та повітряній подушці, кораблі-екраноплани та багато інших зразків бойової військово-морської техніки. Також у цей період велося інтенсивне будівництво новітніх ескадрених міноносців, тральщиків, великих протичовнових і десантних кораблів і готувалося все необхідне для створення важкого крейсера нового типу « Адмірал Флоту Радянського Союзу Кузнєцов »    .
Адмірал Фоміних приділяв найсерйознішу увагу добору та вихованню кадрів. Він вважав, що кожен офіцер управління, який займається створенням кораблів, повинен досконально знати всі стадії розробки проекту, етапи будівництва та випробувань нових кораблів. "Кожен офіцер на своїй ділянці повинен бути начальником ГУК", - вважав він і вимагав цього від підлеглих   .

## В запасі
У запасі із грудня 1975 року. Головний спеціаліст Головного планово-виробничого управління Міністерства суднобудівної промисловості СРСР.
Помер 11 травня 1993 року. Похований у м. Москві на Троєкурівському цвинтарі .

## Нагороди
- Орден Леніна,
- орден Вітчизняної війни 2-го ступеня,
- орден Трудового Червоного Прапора,
- 3 ордени Червоної Зірки,
- іменна зброя,
- золотий знак «За заслуги» Польської Народної Республіки ,
- 5 медалей ЧССР, НРБ, МНР, КНР ,
- Державна премія СРСР за великий творчий внесок у створення принципово нових протичовнових кораблів [4]